# Filosofia de l'educació
La filosofia de l'educació és una disciplina relativament moderna (requereix aclariment) que estudia el fenomen educatiu i les teories sobre el mateix des d'una perspectiva racional, amb el desig d'oferir una explicació sobre l'educació humana. També, mostra una seqüència de reflexions o qüestionaments sobre l'educació des d'un punt de vista metafísic o d'alguna teoria del coneixement. Està enriquida per altres branques de la filosofia però alhora és necessari que tingui el seu propi valor autònom.
La filosofia de l'educació que és considerada des de la seva procedència com el coneixement més general i profund sobre l'educació, té el seu origen remot en el món antic, sobretot en autors com Plató i Aristòtil, que van parlar contínuament de l'educació humana i de la manera ideal en la que hauria de ser format el nen/a per entrar a formar part de la vida social. Suposa la consagració del relativisme filosòfic en una ciència que freqüentment recull diverses pedagogies, ja que estudia el ser o la naturalesa de l'educació.
A partir del Renaixement i en els inicis de l'Edat moderna es va produir un ampli desenvolupament de teories educatives. Lluís Vives, Erasme de Rotterdam, Comenius, Jean-Jacques Rousseau, John Locke, Immanuel Kant, Fröbel, i altres autors, van oferir diverses reflexions sobre l'educació de l'home i sobre el camí que el portaria al seu perfeccionament com a individu i com a membre de la societat.
Segons Piaget el filòsof realitza una anàlisi de la totalitat de manera sistemàtica, en ser persones racionals considera que cada individu elabora una raó de ser de les coses i una justificació de les seves accions amb la qual no es pot evitar filosofar. Això, succeeix en activitats humanes per antonomàsia com és la de l'educació, ja que es forma un tipus de persona i una sèrie de valors per tant, educar, és posar en joc una determinada filosofia.
El fi principal d'aquest concepte és la contemplació de l'autenticitat educativa i la millora d'aquesta. Hi ha educadors que menyspreen aquesta idea, ja que veuen l'educació només com un mètode pràctic i no troben que aquest saber els pugui orientar en la seva tasca educativa.

## Orígens i precursors
Té el seu origen en el món antic principalment en autors com Plató i Aristòtil. Des de Sòcrates s'han anat formulat diversos pensaments sobre temes educatius, els quals es poden classificar en quatre grans idees: l'aristotèlica que inclou el pensament clàssic i les contribucions cristianes, el racionalisme post-cartesià, la filosofia empirista i l'idealisme. Molts autors creuen que l'iniciador de la filosofia de l'educació va ser John Dewey que considera que els plantejaments de l'educació es fan a través dels problemes que es manifesten en el fet d'educar.
En el món cristià i medieval sorgeixen autors com Climent d'Alexandria, Sant Agustí o Sant Tomàs d'Aquino que van amarar des de pensament filosòfics fins teològics. A partir del Renaixement i els inicis de l'Edat Moderna es van desenvolupar varies teories educatives, alguns dels referents van ser Luis Vives, Erasme de Rotterdam, Comenio, Jean-Jacques Rousseau, John Locke, Immanuel Kant, Fröbel, etc. Van aportar idees sobre l'educació de l'home i sobre el transcurs per arribar a ser un millor individu i membre de la societat.
El primer mètode utilitzat va ser la Maièutica que es basa en la construcció de conceptes. Els períodes base d'aquesta tècnica són: la ironia que s'utilitza a través d'una seqüència de preguntes al receptor per tal de confondre i caure en contradicció i crear consciència de la seva pròpia ignorància en aquella resposta. L'altre període seria que un cop acceptada aquesta ignorància, l'emissor fa descobrir al receptor la realitat d'aquelles respostes i conseqüentment l'indueix a raonar i a generar termes universals de la pròpia filosofia.
El segon mètode empleat va ser el Dialèctic. És l'art de la comunicació i la discussió per tal de trobar definicions, és un camí des del propi punt de vista fins a trobar realment la veritat i renunciant als sentits i conceptes corporals poder arribar a contemplar immediatament els pensaments.
Finalment, Aristòtil crea el sistema d'evolució, ja que considera que les coses estan en constant canvi, que el món està format per matèria i forma i en resultat potència i acte. L'actualització de la realitat es feta en virtut de les causes que són: la material, la formal, l'eficient i la final.

## Principals corrents i autors/es del món contemporani
La filosofia de l'educació es va desenvolupar durant el segle XX. A la segona mitat d'aquest segle trobem diferents autors que li van donar una empremta particular. Entre ells cal destacar Richard Stanley Peters. Peter és conegut principalment pel seu treball en la filosofia de l'educació. No obstant això, els seus primers escrits tractaven sobre la psicologia, concretament amb una visió filosòfica dels problemes psicològics. Així, la seva investigació es va centrar en les àrees de motivació, emocions, personalitat, comportament social i la relació entra la raó i l'anhel. Es podria dir que el treball més important de Peters és Ètica i educació. Amb aquesta i les seves publicacions posteriors, va influir significativament en el desenvolupament de la filosofia de l'educació a Gran Bretanya i a tot el món. El resultat del seu examen va ser la influència del concepte d'educació en el sentit de la filosofia analítica, una eina central que és l'anàlisi de termes. Peters va explorar dos aspectes imprescindibles de la filosofia de l'educació: la normativa i la cognitiva.
Les principals corrents actuals en la filosofia de l'educació són: el realisme clàssic que consisteix en formar virtuts intel·lectuals i morals, s'ensenya ensenyant que és el que està bé i el que està malament i argumenta l'existència d'un món real independent del pensament i l'experiència. Un altre corrent és el teisme dualista que es basa en la demostració de les coses i ensenya matemàtiques i ciència. Seguidament, hi ha l'empirisme que no accepta els coneixements que no es fonamentin d'experiència, el coneixement humà no és il·limitat, és un nou terme de raó i realitat i s'aprèn millorant el raonament. La filosofia analítica que proporciona un raonament lògic, fa una anàlisi del llenguatge i actualment s'ha fusionat amb altres rames filosòfiques. L'existencialisme que desperta la responsabilitat personal, és més important la visió subjectiva que l'objectiva, les coses tenen conseqüències i estrès i la societat és antinatural i les religions i regles són arbitràries. El conductisme que selecciona experiències d'interès, nega l'existència "d'estats interns de la ment" i considera que l'únic camí d'aprenentatge és mitjançant l'associació d'estímul i resposta. I finalment, el cognitivisme que intenta reproduir el funcionament de la ment per tal de reconstruir la vida canviant els patrons, tot el coneixement ve de rebre informació i finalitza al conduir-la a certs resultats.

## Sabers globalitzadors
L'educació és una activitat complexa. Hi intervenen accions, idees, sentiments, persones, objectes, institucions i fins i tot bioquímica. Parlar sobre l'educació pot arribar a ser problemàtic amb la quantitat de variables que intervenen en el procés educatiu. L'educació, com va subratllar Durkheim, és l'acció exercida per les generacions adultes sobre les generacions dèbilment encara socialitzades; ho greu i dificultós resideix a haver de parlar d'aquesta complexa activitat, en comptes de limitar-se a assenyalar-la amb el dit.
La pràctica educant posseeix una dimensió irracional que no és possible eliminar. En aquesta pràctica podem diferenciar, l'ús tècnic, tecnològic i praxeològic de la raó, en la que es serveixen tant els progenitors com el professorat. De nou intervé la raó per fer-se amb la positivitat educacional procurant entendre-la i ordenar-la. Trobant dos orientacions principals: l'analítica i la sintètica. La primera consisteix en els sabers tecnològics i científics regionals i la segona en els sabers integradors generals en els quals trobem: la Pedagogia Fonamental, la Teoria de l'Educació i finalment la Filosofia de l'Educació.
La raó humana s'esforça per aconseguir visions màximament generals del seu entorn i circumstància. A la Metafísica, Aristòtil entén lo general com allò que correspon a diverses coses singulars; la '' educació-en-general '' te en compte totes les educacions individualitzades. Tant els sabers tecnològics i científics de l'educació com els sabers totalitzadors del fenomen educatiu comprenen lo múltiple des de lo genèric. La complexitat dels fenòmens educacionals fa tant difícil el seu estudi que ha sigut necessari recórrer a la creació de models. Els models que volen entendre lo educador a base d'una epistemologia integracionista i globalitzadora es veuen forçades a relacionar els aspectes biopsíquics amb els socioculturals a fi d'obtenir un coneixement integral de l'acte educant.
El sistema educador està estructurat per els subsistemes psicobiològics, sociohistòrics i axiofilosófics els quals es tenen en compte en els models de la Filosofia de l'Educació. El fer educatiu problematitza en dos dimensions: en la de com fer i en la de per a què fer. A l'educar intervenim -el com- a la conducta d'un individu per tal d'obtenir alguna cosa -el per a què-. Pedagogia i filosofia. A part hi ha la consideració explicativa sobre el què es fa. Teoria de l'Educació.
Les tres disciplines sintetitzadores son: 
Teoria de l'Educació: teoria explicativa i global dels processos educatius en la mida en que aquests son aprenentatges de informacions, d'actituds i d'habilitats. Els models cibernètics resulten fart aclaridors a aquesta particular.
Pedagogia Fonamental: teoria pragmàtica i globalitzadora dels processos educatius, teoria que els fa manejables amb eficàcia. Teoria normativa de la conducta dels educands. A això Moore ho denomina Teoria de l'Educació.
Filosofia de l'Educació: saber globalitzar, comprensiu i crític, dels processos educatius, que facilita pressupostos antropològics, epistemològics i axiològics, amén de produir anàlisis crítics.

## Delimitacions i definicions
La filosofia va començar sent mitologia, cosmologia i especulació sobre el embalum del món. Hesíode i els presocràtics van estrenar un tipus de discurs que ha donat a dir-se ‘'filo-sofia o manera de caminar. El filòsof és un ignorant que nega de la seva ciència per a córrer inútil e insaciablement cap a el saber que omple. Les definicions donades per els diversos filosòfics sobre de què tracta filosofar constitueix el conjunt de perspectives des de les quals s'ha vist la filosofia. Cada moment històric accentua una o varies característiques del que s'entén com a discurs filosòfic.
Aristòtil va fer notar que la filosofia va néixer perquè els homes van ser inconformistes i contestataris, no conformant-se amb la pastositat de les coses. En la Metafísica constata que: ‘'La sorpresa ha induït als homes a filosofar... Qui es admirat i pregunta té un sentiment d¡ignorància... Així, doncs, per a remeiar el seu desconeixement, els homes van començar a filosofar. 
A la filosofia li incumbeix formular interrogants des d' aquella situació de les ciències en que ja no s'adoptava, socialment, el sentit de l'activitat científica des de aquella mateixa activitat. Quan la legalització de noves teories científiques ja no és cosa obvia, arriba el moment de la filosofia. Quan les construccions científiques es muden en coacció, la reflexió filosòfica obrirà la possibilitat de distanciar-se dels mateixos proporcionant sentit a la comunicació interhumana.
La Filosofia de l'Educació té com un dels seus cuidats el de completar les insuficiències de les ciències i tecnologies particulars de l'educació, insuficiències existencials si es vol. L'activitat de la filosofia, si prescindim, de moment, de l'anàlisi filosòfica, s'intel·ligeix molt millor des de la consciència en quant aquesta és intencionalitat. El valor epistemològic de la intencionalitat de la consciència com mètode especificador filosòfic resideix en sostenir que el Lebenwelt, o món de la vida preconscient, constitueix la base de tota experiència. Així, tindrem que el sentit de la realitat educativa es constitueix fonamentalment mitjançant l'experiència primigènia i auto-conscient.
Una definició de Filosofia de l'Educació, no analítica, a partir de l'anterior consideració sobre la consciència: ‘' Filosofia de l'Educació; saber racional i crític de les condicions de possibilitats de la realitat experimental educativa en el seu conjunt. Una altra definició en aquest cas inspirada en el Tractatus logico-philosophicus de Ludwig Wittgenstein: "L'objecte de la filosofia es l'esclariment lògic de les idees. La filosofia no és una doctrina, sinó una activitat. Una obra filosòfica consta essencialment d'aclariments. El resultat de la filosofia no son uns axiomes filosòfics, sinó la clarificació de principis. La filosofia deu clarificar i delimitar netament les idees que d'un altre forma s'haurien d'algun mode gris i borroses.
Una definició incomprensiva resultaria de unir les dues definicions presentades.
La Filosofia de l'Educació no és ciència o tecnologia educatives, ni tampoc és pedagogia o bé teoria de l'educació. Sinó que és un qüestionament del que es fa i es diu en els camps educatius i pedagògics en general. Com no hi ha homes sense procés educador, tal com ja va observar Kant, la filosofia de l'educatiu planteja un interrogant radical; hi haurà, en conseqüència, antropologia de l'educació. Aquesta disciplina pren dos principals orientacions: sobre el que es diu; anàlisi lògica del llenguatge i epistemologia, i sobre el que es vol; antropologia, axiologia i teleologia.
El que realment preocupa a la filosofia es qui es l'educand empíricament considerat; què es l'educació i per a què es l'educació. Juntament a aquest aspecte de la Filosofia de l'Educació, que s'encarrega de el que es vol en l'educació, deu col·locar-se l'altre que camina atrafegat en el que es diu sobre l'educació. Moore exposa concisament i amb claredat aquesta segona traça: ‘'Els filòsofs actuals de l'educació, almenys els del món anglòfon, no es dediquen en general a formular les seves pròpies teories de l'educació, sinó a analitzar i clarificar els conceptes utilitzats en el discurs educatiu, i a examinar els arguments i justificacions que proposen quines formulen teoria de l'educació.

## Tasques de la Filosofia de l'Educació

### Anàlisi de llenguatges pedagògics
El pensament contemporani pot definir-se com una reflexió centrada en el llenguatge. Ferdinand de Saussure obre les investigacions de Lévi-Strauss i de Lacan; el Cercle de Viena possibilita les anàlisis de Russell i de Wittgenstein; Heidegger ha estimulat labors com les de Derrida. Tots aquests treballs son diferents però coincideixen en analitzar el llenguatge.
Disposem d'una Filosofia del Llenguatge en la qual els medievals ja havien elaborat una Gramàtica filosòfica que s'ocupava de desentranyar els problemes lingüístics.
Per a saber si un problema educatiu te, o no, sentit convé examinar la construcció de les proporcions en que ve formulat i a través de les quals es vehicula. Donat que un procés educador és un acte de comunicació i que el llenguatge constitueix la més important mediació comunicativa, no estranya que la Filosofia de l'Educació es dediqui al estudi dels llenguatges tant d'educadors com de pedagogs. Shannon va proporcionar furts notables en fonologia i gramàtica.
La paraula d'un educador presenta sempre una conducta complexa que no pot representar-se com una definició analítica. Cada paraula posseeix un significat bàsic, o denotatiu, però el seu significat real sorgeix de la modificació del significat bàsic a causa de factors socials e individuals que formen un context situacional. Sense ús de les paraules, no hi ha significat de les mateixes, com ja va observar Wittgenstein. En canvi, en la teoria de la informació de Shannon es transporta senyals físiques però mai els significats.
El filòsof de l'educació no crea educació: se cenyeix a reflexionar sobre ella, i en aquest cas a pensar els llenguatges utilitzats en la mateixa. Filosofar es, entre altres coses, esbrinar què es diu. Ja Plató en el seu diàleg Cràtil va atacar de front el problema de la convencionalitat o no, del llenguatge.
Les contemporànies escoles filosòfiques neoempiristes tenen en comú el fet de cerca el quefer filosòfic a manera d'anàlisi del llenguatge. S'han produït dos principals direccions: Neoempirisme, és a dir, positivisme lògic que s'encarrega de llenguatges científics i el neopositivisme, filosofia analítica, que s'encarrega del llenguatge comú col·loquial. En temes educacionals, l'anàlisi filosòfic més adequat es el realitzador per la Filosofia de Analítica; en canvi, si es qüestió de les ciències pedagògiques, el Positivisme Lògic es el més indicat per analitzar els seus llenguatges.

### Epistemologia de l'educació
La reivindicació de ciència, en el saber sobre la pastositat educacional, ens remet al tema de què sigui conèixer com també a la qüestió quan un saber és del tot fiable.
Lo real està a mig ordenar. Si fos ordre total, res de nou apareixeria en ell. Si fos, tot ell, desordre, tampoc s'organitzaria, i romandria ignot del tot. Sembla que tota realitat es trobi a mig camí entre l'ordre i el desordre. Això ens força a assaltar des de diversos fronts: des de la ciència, però també des dels discursos per i metacientífics. Una teoria científica de lo real no és, per aquest fet, objectiva, no és un reflex de la realitat, sinó una projecció subjectiva humana sobre lo mundanal, projecció probablement més sensata que altres, però no és la única vàlida.
Galileo ens va assegurar que el millor mètode científic es aquell que va eliminant, interminablement, el error a base d'utilitzar la experimentació. Vet aquí l'arrencada del pensament científic modern. Mario Bunge s'inclina pel terme Epistemologia que defineix com: ‘' La branca de la filosofia que estudia la investigació científica i el seu producte: el coneixement científic.
Les tres denominacions històriques no es refereixen al específic coneixement científic, sinó al saber en general. Gnoseologia es, de les tres, la més utilitzada. Del verb gignosko – conèixer- i de gnosos coneixement-, s'aplica a desentranyar el procés de qualsevol saber. Epistemologia, en canvi, prové del verb grec epístamai -imposar-se en algú perquè s'està segur- i del substantiu, coneixement indestructible, científic direm des del Renaixement.
La epistemologia va començar amb lord inglés Francis Bacon, el qual amb la seva Novum Organon -1620 – i amb la inacabada Instauratio Magna,va intentar articular el mètode de la ciència moderna. A finals del segle xix, Charles Sanders Peirce va avançar molts anàlisis de la Filosofia de les ciències, represos en el nostre segle per Popper. Entre Peirce i Popper se situa l'imperi del positivisme lògic en aquests temes que ens ocupen. Una epistemologia post- positivista es desencadena a partir dels anys setanta amb Toulmin i Kuhn.
A fi d'enfocar la qüestió de la Epistemologia educativa, es fa indispensable plantejar el tema de ‘'Ciències naturals i ‘'Ciències humanes. Ja que les Ciències de l'Educació son Ciències humanes i no ciències de la naturalesa. Les tasques de la Epistemologia de l'Educació consisteixen en buscar el concepte i la legitimació de cada una de les ciències de l'educació, explorar el concepte i la legitimació del conjunt de ciències de l'educació i relacionar els mètodes científics i els mètodes pedagògics.

### Antropologia de l'educació
Els ritus d'iniciació reprodueixen l'antropologia segons la qual es diu que els homes són més poderosos que les dones. Las pràctiques educatives depenen de la concepció que tenim del ser humà. El cristianisme és un altre aspecte que encamina el fet educatiu i des que hi ha presència de texts escrits hi ha relació entre la imatge del home i la praxis educativa.
A la Grècia Clàssica, l'activitat educadora es basava en l'estil picaresc i l'educació espartana era militar i esportiva. Aurelio Agustín va configurar la seva concepció pedagògica pensant que la veritat total era Crist. Podem considerar que tot acte educatiu i estudi pedagògic està lligat a una representació mental del home que gràcies a les teories científiques ha anat evolucionant però alhora s'ha volgut trobar el sentit antropològic. La psicoteràpia, la ciència política i les Ciències de l'Educació busquen sentit a tot el que està relacionat amb l'ésser humà. Les investigacions es van començar des de la fenomenologia de Husserl i Scheller, des de la filosofia experimental amb Heidegger, Jaspers, Sartre i a partir de la psicoteràpia amb Frankl. Autors com Schrödinger, Heisenberg i Max Scheler es van realitzar preguntes sobre l'existència de l'home.
La relació entre la pedagogia i l'antropologia és mútua, no té només una sola direcció. S'enriqueixen mútuament, ja que la teoria educativa contribueix a la comprensió històrica de l'ésser humà i al revés.
Per la filosofia de l'educació la modalitat indispensable és l'antropologia filosòfica, que és una comprensió de l'home més enllà de tota possible experiència amb la finalitat d'obtenir una orientació de l'existència humana i unifica la multiplicitat de sabers sobre l'educació. L'antropologia ontològica i hermenèutica registren els aspectes del ser humà que es poden tornar problemàtics.
L'home és obra també de la pròpia cultura i tant l'ésser humà com l'activitat educadora estan oberts a infinitat de possibilitats imprevisibles.

### Teleologia del fet educatiu
L'ésser humà és deficient i escàs tant a nivell biològic, psíquic i socialment. Diem que un acte té sentit i, per tant, és intel·ligible quan s'ajusta a la intenció que algú s'ha proposat. Una acció val la pena que causa en la mesura en la qual s'encamina el seu objectiu.
El fet de dialogar posa a les seves pures carns la dinàmica antropològica. Gadamer destaca la llibertat lingüística de l'home davant del món. Wilhelm Dilthey deia que la condició més general de les regles, el sistema cultural i també l'educació resideix en el caràcter tecnològic de la vida anímica. Finis senyala el límit o terme fàctic d'alguna cosa o procés.
Els escrits axiològics ofereixen dos modalitats: recollir ordenadament els valors i reflexionar sobre la naturalesa i l'origen dels valors. Dintre de la segona modalitat hi ha tres escoles: escola neokantiana, escola fenomenològica i escola realista.
Sarramona i Ferrández van fer veure que posar valors i finalitats a l'educació feia que acabessin sortint conceptes com el perfeccionisme, la moralitat, la formació, etc. García Garrido senyala com a úniques disciplines teleològiques, la filosofia de l'educació i la teologia de l'educació. Sempre s'educa a algú per algun objectiu que volem aconseguir.
Aristòtil deia que la felicitat proporcionada pel saber segur constituïa la màxima finalitat educativa. Tomàs d'Aquino deia que la meta de l'educació és la virtut, Rousseau afirmava és bo quan surt del Creador i el pensament contemporani creu en que no hi ha finalitats que parlin des de l'exterior de la mateixa educació.
La teleologia educativa acaba distingint entre valors i finalitats que són objectes i entre coses, valors i finalitats que són objectes autònoms que valen per si mateixos.

### Filosofia de la història de l'educació
L'ésser humà és temps i consciència sobresaltada a causa del pas de la duració. El temps antropològic neix de la sorpresa i de quan el temps deixa a l'ésser humà auto-fabricar-se per si mateix, obre a lo possible i positiu però alhora a la destrucció. Cada individu experimenta aquesta contradicció i crea la seva pròpia història. Sant Agustí deia que el temps és allò que córrer des del no-res fins al no-res.
Educar es traspassar cultura i conèixer la història ens aporta a conèixer a l'home. Un fet és històric quan està vinculat a un grup humà i alguna altra finalitat i en canvi, en l'evolució les coses procedeixen d'altres. També, la història disposa d'una competència per produir nous fets segons certa gramàtica històrica generativa.
Lévinas va assegurar que l'home és transcendent a tot ésser i no només a la modalitat històrica. Marx inspirat amb Hegel deia que el motor de la història s'ha de descobrir en la producció social i en les maneres de treballar.
Les utopies "Liberté, Égalité et Fraternité" venen de que els homes volien curar el mal de la història i també es podia tractar de insatisfaccions significatives.
Dewey es va plantejar valorar la temporalitat en l'educació, tenint en compte en el present tat el passat com el futur. La història de l'educació serveix per una alliberació i la feina d'un historiador és comprendre el món i el concepte actual de història, integra gràcies a l'escola històrica francesa moderna, esquemes pròxims a les demés ciències socials.

### El què i el perquè de l'educació
Els grecs ho van distingir entre dos conceptes, el primer senyalava el transeünt de la nostra activitat (allò que els altres contemplen) i el segon apuntava a les nostres accions (allò que ens construeix). Ens realitzem realitzant accions i per altra banda, som responsables de la nostra educació al escollir què volem ser.
La forma educativa demana constantment un contingut axiològic amb el qual expandir-se, tots els valors procedeixen del model antropològic lligat a la visió pertinent que cada època i classe social tenen.